# Йоан Скотт Еріугена
Йо́ан Скот Еріуге́на (Johannes Scotus Eriugena; 810—877) — ірландський філософ часів формування схоластики. Представляє освітницьку тенденцію в середньовічній філософії.
Еріугена переклав на латину знамениті «Ареопагітики» Псевдо-Діонісія і коментарі до них візантійського мислителя Максима Сповідника.
У відомому трактаті «Про розділення природи» Еріугена змальовує світовий космічний процес, який починається (у неоплатоністській манері) з «першої природи», представленої абсолютною «божественною єдністю». Остання породжує еманацію («другу природу») — божественний Розум, Логос, «син Божий». «Розділення природи», яке починається на цьому рівні, представлене тут безтілесними родовими та видовими ідеями. «Третя природа» — світ конкретних чуттєвих предметів. Одиничне, індивідуальне є «нестійким буттям», яке неминуче гине, повертаючись у божественну першооснову — це «четверта природа», що непомітно знову перетворюється у «першу».
Центральним у космічному процесі, по суті, виявляється людство, людина. Принаймні саме її гріхопадіння призводить до роздріблення буття на одиничне, а необхідність спокути визначає повернення до божественної єдності «четвертої природи». Еріугена вважає, що найважливішим шляхом пізнання істини є шлях пізнання і любові до людської природи.